# Cianidina
La Cianidina es un compuesto orgánico natural que ha sido clasificado como un flavonoide al igual que una antocianina.

## Origen
Es un pigmento encontrado en las moras, zarzamoras, frambuesas, uvas, cerezas, arándanos, maíz morado, etc. Así mismo puede ser encontrado en frutas como la manzana y la ciruela. Las más altas concentraciones se encuentran en la cáscara de las frutas. Últimamente ha podido ser biosintetizado el 3-O-glucósido de cianidina en la bacteria intestinal Escherichia coli.

## Efectos en el cuerpo humano
La cianidina, al igual que con otras antocianidinas, posee efectos antioxidantes y de captación de radicales libres. Estas acciones tienen como propósito y finalidad proteger a las células del daño ocasionado por la oxidación. Se ha publicado que los antioxidantes pueden prevenir problemas cardíacos y promover efectos a nivel del ADN celular lo que ayudaría a evitar la multiplicación celular exagerada y prevendría enfermedades como el cáncer.

## Estudios
Investigaciones llevadas a cabo en Japón por Takanori Tsua y colaboradores, llevaron a elaborar la teoría de que la cianidina pudiera tener efectos antiinflamatorios y al mismo tiempo, prevenir la diabetes y la obesidad. Actualmente se está investigando la posibilidad de utilizar la cianidina en la terapia contra el cáncer.

## Externos externos
- fitoquímicos, cianidina
- Página sobre fitoquímicos (con referencias)
- {Cyanidin} Compound Effective against Blood Cancer Reveals Its Secrets, American Society for Biochemistry and Molecular Biology. 4 de mayo de 2007.

- Datos: Q417606
- Multimedia: Cyanidin / Q417606